# VTB United League 2024-25
La VTB United League 2024-25 fue la decimoséptima edición de la VTB United League, competición internacional de baloncesto creada con el objetivo de unir las ligas nacionales de los países del Este de Europa en una única competición. Es también la undécima edición que funciona además como el primer nivel del baloncesto en Rusia a efectos de clasificación para competiciones europeas. Participan doce equipos, once de ellos rusos y uno de Kazajistán. El campeón fue el CSKA Moscú, que lograba su decimotercer título.

## Formato
Participan 12 equipos, que jugarán cuatro rondas cada uno en la temporada regular (2 partidos en casa y 2 partidos fuera). Los equipos que ocupen los lugares del 1º al 6º avanzan a los playoffs. Los equipos que ocupan el puesto 7.º al 10.º ingresan al play-in y compiten por los 2 lugares restantes en los playoffs.
En base a los resultados de la temporada regular y la fase de play-in se determinarán los 8 mejores equipos de la Liga. En el campeonato 2024/25, el campeón se determinará en los playoffs: la serie de cuartos de final será al mejor de cinco encuentros, la serie de semifinales y final será al mejor de siete y la serie por el tercer lugar al mejor de cinco.

## Equipos
Un total de doce equipos forman parte de la competición, dos menos que en la temporada anterior, tras las bajas del Tsmoki y del Runa. El resto son los mismos que en la temporada 2023-24.
| Equipo                 | Ciudad          | Pabellón                      | Capacidad |
| ---------------------- | --------------- | ----------------------------- | --------- |
| Astana                 | Astaná          | Saryarka Velodrome            | 9,270     |
| Avtodor Saratov        | Sarátov         | Kristall Ice Sports Palace    | 6,100     |
| CSKA Moscú             | Moscú           | Universal Sports Hall CSKA    | 5,500     |
| Enisey Krasnoyarsk     | Krasnoyarsk     | Arena Sever                   | 4,000     |
| PBC MBA Moscú          | Moscú           | Krylatskoye Sports Palace     | 5,000     |
| Lokomotiv Kuban        | Krasnodar       | Basket-Hall                   | 7,500     |
| Nizhny Novgorod        | Nizhni Nóvgorod | Trade Union Sport Palace      | 5,600     |
| Parma                  | Perm            | Universal Sports Palace Molot | 7,000     |
| Samara                 | Samara          | Ice Sports Palace             | 5,000     |
| UNICS                  | Kazán           | Basket Hall Arena             | 7,500     |
| Uralmash Yekaterinburg | Ekaterimburgo   | Palace of Sporting Games      | 5,000     |
| Zenit                  | San Petersburgo | Sibur Arena                   | 7,044     |

## Primera fase

### Clasificación
|                                                     | Equipo                 | J  | G  | P  | PF   | PC   | DP    |
| --------------------------------------------------- | ---------------------- | -- | -- | -- | ---- | ---- | ----- |
| 1                                                   | Zenit                  | 44 | 39 | 5  | 3899 | 3199 | 700   |
| 2                                                   | CSKA Moscú             | 44 | 37 | 7  | 4032 | 3192 | 840   |
| 3                                                   | UNICS                  | 44 | 36 | 8  | 3869 | 3191 | 678   |
| 4                                                   | Lokomotiv Kuban        | 44 | 32 | 12 | 3924 | 3456 | 468   |
| 5                                                   | Uralmash Yekaterinburg | 44 | 24 | 20 | 3490 | 3428 | 62    |
| 6                                                   | Avtodor Saratov        | 44 | 20 | 24 | 3392 | 3452 | -60   |
| 7                                                   | Nizhny Novgorod        | 44 | 18 | 26 | 3447 | 3565 | -118  |
| 8                                                   | Parma                  | 44 | 18 | 26 | 3453 | 3623 | -170  |
| 9                                                   | MBA Moscú              | 44 | 15 | 29 | 3299 | 3548 | -249  |
| 10                                                  | Enisey Krasnoyarsk     | 44 | 14 | 30 | 3285 | 3554 | -269  |
| 11                                                  | Samara                 | 44 | 9  | 35 | 3115 | 3829 | -714  |
| 12                                                  | Astana                 | 44 | 2  | 42 | 2813 | 3981 | -1168 |
| Fuente: VTB United League; actualización automática |                        |    |    |    |      |      |       |

|  | Clasificado a los Playoffs |
|  | Clasificado al Play-in     |

## Play-in
|  | Ronda 1 | Ronda 1            | Ronda 1   |    |   | Ronda 2      | Ronda 2 | Ronda 2 |   |              | Clasificados | Clasificados       | Clasificados |
|  |         |                    |           |    |   |              |         |         |   |              |              |                    |              |
|  | 7       | BC Nizhni Nóvgorod | 80        |    |   |              |         |         |   |              |              |                    |              |
|  | 8       | Parma Basket       | 69        |    |   |              |         |         |   |              | 7            | BC Nizhni Nóvgorod | 7.ºPO        |
|  |         |                    |           |    | 8 | Parma Basket | 93      |         | 8 | Parma Basket | 8.ºPO        |                    |              |
|  |         | 9                  | MBA Moscú | 76 |   |              |         |         |   |              |              |                    |              |
|  | 9       | MBA Moscú          | 106       |    |   |              |         |         |   |              |              |                    |              |
|  | 10      | Enisey Krasnoyarsk | 102       |    |   |              |         |         |   |              |              |                    |              |

## Playoffs
|  | Cuartos de final | Cuartos de final      | Cuartos de final |                 |   | Semifinales           | Semifinales | Semifinales |   |                 | Final                 | Final        | Final |  |
|  |                  |                       |                  |                 |   |                       |             |             |   |                 |                       |              |       |  |
|  |                  |                       |                  |                 |   |                       |             |             |   |                 |                       |              |       |  |
|  | 1                | Zenit San Petersburgo | 3                |                 |   |                       |             |             |   |                 |                       |              |       |  |
|  | 1                | Zenit San Petersburgo | 3                |                 |   |                       |             |             |   |                 |                       |              |       |  |
|  | 8                | Parma Basket          | 0                |                 |   |                       |             |             |   |                 |                       |              |       |  |
|  | 8                | Parma Basket          | 0                |                 | 1 | Zenit San Petersburgo | 4           |             |   |                 |                       |              |       |  |
|  |                  |                       |                  |                 | 1 | Zenit San Petersburgo | 4           |             |   |                 |                       |              |       |  |
|  |                  |                       | 4                | Lokomotiv Kuban | 3 |                       |             |             |   |                 |                       |              |       |  |
|  | 4                | Lokomotiv Kuban       | 4                | Lokomotiv Kuban | 3 | 3                     |             |             |   |                 |                       |              |       |  |
|  | 4                | Lokomotiv Kuban       |                  |                 |   |                       |             |             |   |                 |                       |              |       |  |
|  | 5                | BC Uralmash           | 1                |                 |   |                       |             |             |   |                 |                       |              |       |  |
|  | 5                | BC Uralmash           | 1                |                 |   |                       |             |             |   | 1               | Zenit San Petersburgo | 2            |       |  |
|  |                  |                       |                  |                 |   |                       |             |             |   | 1               | Zenit San Petersburgo | 2            |       |  |
|  |                  |                       | 2                | CSKA Moscú      | 4 |                       |             |             |   |                 |                       |              |       |  |
|  | 2                | CSKA Moscú            | 2                | CSKA Moscú      | 4 | 3                     |             |             |   |                 |                       |              |       |  |
|  | 2                | CSKA Moscú            |                  |                 |   |                       |             |             |   |                 |                       |              |       |  |
|  | 7                | BC Nizhni Nóvgorod    | 0                |                 |   |                       |             |             |   |                 |                       |              |       |  |
|  | 7                | BC Nizhni Nóvgorod    | 0                |                 | 2 | CSKA Moscú            | 4           |             |   | Tercer lugar    | Tercer lugar          | Tercer lugar |       |  |
|  |                  |                       |                  |                 | 2 | CSKA Moscú            | 4           |             |   | Tercer lugar    | Tercer lugar          | Tercer lugar |       |  |
|  |                  |                       | 3                | UNICS Kazán     | 0 |                       |             |             |   |                 |                       |              |       |  |
|  | 3                | UNICS Kazán           | 3                | UNICS Kazán     | 0 | 3                     |             |             | 4 | Lokomotiv Kuban | 1                     |              |       |  |
|  | 3                | UNICS Kazán           |                  |                 |   |                       |             |             | 4 | Lokomotiv Kuban | 1                     |              |       |  |
|  | 6                | Avtodor Saratov       | 0                |                 |   |                       |             |             |   |                 | 3                     | UNICS Kazán  | 3     |  |
|  | 6                | Avtodor Saratov       | 0                |                 |   |                       |             |             |   |                 | 3                     | UNICS Kazán  | 3     |  |
|  |                  |                       |                  |                 |   |                       |             |             |   |                 |                       |              |       |  |